# Éder Gaúcho
Éder Guterres Silveira, detto Éder Gaúcho (São Borja, 7 ottobre 1977), è un ex calciatore brasiliano, di ruolo difensore.

## Caratteristiche tecniche
Gioca come difensore centrale.

## Carriera

### Club
Éder Gaúcho iniziò nel Grêmio, contribuendo alla vittoria nella Coppa del Brasile 1997; nel 1999 si trasferì all'União Desportiva de Leiria, in Portogallo, dove giocò per le successive tre stagioni.
Sempre nel paese lusitano, giocò per il Boavista, e nel mercato invernale del 2005 passò al Terek Groznyj. Tornato al Leiria, segnò nel 4-1 contro l'FK Hajduk Kula in Intertoto, così la squadra ottenne la qualificazione per la Coppa UEFA 2007-2008. Nel 2008 ha poi firmato con gli arabi dell'Al-Nassr.

### Nazionale
Con la Nazionale di calcio del Brasile ha giocato il campionato mondiale di calcio Under-20 1997.

## Palmarès

### Club

#### Competizioni nazionali
- Coppa del Brasile: 1

Grêmio: 1997

#### Competizioni statali
- Campionato Gaúcho: 1

Grêmio: 1999